# Anfiro (mitología)
En la mitología griega, Anfiro (griego Antiguo: Ἀμφιρὼ / Amphirō) es una oceánide, una de las 3.000 hijas de los titanes del mar: Océano y Tetis. Anfiro era hermana de otras oceánides como Doris, Estigia, Clímene, Eurnome, Electra y Metis. Su nombre probablemente puede significar «río circundante», de «amphi» y «rhoos».
El nombre de Anfiro sólo figura en la lista de las oceánides de la Teogonía de Hesíodo.